# Handball-DDR-Oberliga (Frauen) 1985/86
Die DDR-Handballmeisterschaft der Frauen wurde mit der Saison 1985/86 zum 36. Mal ausgetragen. Der ASK Vorwärts Frankfurt/O. verteidigte verlustpunktfrei seinen Titel aus dem Vorjahr und errang damit ihre vierte Meisterschaft. Nach nur einer Saison mussten die beiden Neulinge Lokomotive Rangsdorf und TSG Calbe das Oberhaus wieder verlassen.
Torschützenkönigin wurde Kerstin Rast vom SC Magdeburg mit 115 Toren (davon 43 Siebenmeter).

## Statistiken

### Abschlusstabelle
| Pl.  | Verein                        | Sp | S  | U | N  | Tore    | Punkte |
| ---- | ----------------------------- | -- | -- | - | -- | ------- | ------ |
| 1.   | ASK Vorwärts Frankfurt/O. (M) | 18 | 18 | – | 0– | 511:308 | 36:0   |
| 2.   | SC Magdeburg                  | 18 | 14 | 2 | 02 | 411:316 | 30:06  |
| 3.   | TSC Berlin (P)                | 18 | 12 | 2 | 04 | 430:369 | 26:10  |
| 4.   | SC Leipzig                    | 18 | 10 | 3 | 05 | 453:323 | 23:13  |
| 5.   | SC Empor Rostock              | 18 | 09 | 2 | 07 | 379:336 | 20:16  |
| 6.   | BSG Sachsenring Zwickau       | 18 | 06 | – | 12 | 328:407 | 12:24  |
| 7.   | BSG Umformtechnik Erfurt      | 18 | 04 | 2 | 12 | 334:418 | 10:26  |
| 8.   | TSG Wismar                    | 18 | 04 | 2 | 12 | 312:406 | 10:26  |
| 9.   | BSG Lokomotive Rangsdorf (N)  | 18 | 04 | 2 | 12 | 303:396 | 10:26  |
| 10.0 | TSG Calbe (N)                 | 18 | 01 | 1 | 16 | 264:446 | 03:33  |

 DDR-Meister 0  Absteiger in die DDR-Liga 1986/87
 (M) DDR-Meister 1985 0 (P) FDGB-Pokalsieger 1985 0 (N) Aufsteiger aus der DDR-Liga 1984/85
1. 1 2 3   Bei punktgleichen Mannschaften entschieden jeweils die Spiele gegeneinander.

### Kreuztabelle
| 1985/86 31. August 1985 – 29. März 1986 | 1985/86 31. August 1985 – 29. März 1986 | ASK Vorwärts Frankfurt/O. | SC Magdeburg | TSC Berlin | SC Leipzig | SC Empor Rostock | BSG Sachsenring Zwickau | BSG UT Erfurt | TSG Wismar | Lok Ra'dorf | TSG Calbe |
| --------------------------------------- | --------------------------------------- | ------------------------- | ------------ | ---------- | ---------- | ---------------- | ----------------------- | ------------- | ---------- | ----------- | --------- |
| 01.                                     | ASK Vorwärts Frankfurt/O.               |                           | 19:18        | 33:22      | 24:23      | 20:13            | 32:17                   | 34:16         | 34:18      | 36:12       | 32:12     |
| 02.                                     | SC Magdeburg                            | 21:26                     |              | 18:16      | 16:16      | 19:15            | 22:18                   | 21:16         | 28:21      | 30:16       | 28:17     |
| 03.                                     | TSC Berlin                              | 15:29                     | 21:21        |            | 24:22      | 25:23            | 22:13                   | 30:17         | 29:18      | 29:21       | 38:13     |
| 04.                                     | SC Leipzig                              | 20:25                     | 22:24        | 22:22      |            | 22:19            | 37:17                   | 36:16         | 21:15      | 25:14       | 39:10     |
| 05.                                     | SC Empor Rostock                        | 16:22                     | 20:23        | 13:15      | 24:19      |                  | 23:19                   | 24:14         | 26:13      | 26:14       | 26:11     |
| 06.                                     | BSG Sachsenring Zwickau                 | 19:33                     | 13:26        | 22:28      | 15:28      | 22:24            |                         | 18:13         | 19:14      | 23:16       | 20:17     |
| 07.                                     | BSG Umformtechnik Erfurt                | 19:25                     | 15:22        | 25:28      | 23:23      | 25:25            | 20:22                   |               | 23:20      | 27:20       | 16:14     |
| 08.                                     | TSG Wismar                              | 19:29                     | 17:24        | 21:18      | 11:31      | 19:22            | 18:17                   | 15:16         |            | 20:17       | 19:18     |
| 09.                                     | BSG Lokomotive Rangsdorf                | 15:23                     | 10:20        | 23:27      | 12:15      | 19:19            | 17:15                   | 25:19         | 15:15      |             | 19:12     |
| 10.                                     | TSG Calbe                               | 13:35                     | 18:30        | 15:21      | 12:32      | 15:21            | 17:19                   | 16:14         | 19:19      | 15:18       |           |

### Torschützenliste
|     | Spieler         | Verein                    | Tore / 7 m |
| --- | --------------- | ------------------------- | ---------- |
| 01. | Kerstin Rast    | SC Magdeburg              | 115 / 43   |
| 02. | Cordula David   | TSC Berlin                | 108 / 43   |
| 03. | Kerstin Knüpfer | SC Leipzig                | 103 / 22   |
| 04. | Doris Danner    | TSG Wismar                | 101 / 32   |
| 05. | Evelyn Hübscher | ASK Vorwärts Frankfurt/O. | 099 / 0–   |
| 06. | Katrin Krüger   | ASK Vorwärts Frankfurt/O. | 089 / 30   |
| 07. | Heike Siegmund  | BSG Lokomotive Rangsdorf  | 079 / 41   |
| 08. | Ute Schulze     | BSG Umformtechnik Erfurt  | 084 / 0–   |
| 09. | Katja Kittler   | SC Empor Rostock          | 083 / 28   |
| 10. | Gisela Großer   | TSG Wismar                | 076 / 03   |
| 11. | Kerstin Nindel  | SC Leipzig                | 075 / 31   |

## Meistermannschaft
| 1.                                 | ASK Vorwärts Frankfurt/O. |
| ---------------------------------- | --- |
| Logo vom ASK Vorwärts Frankfurt/O. | - Tor: Ramona Grobmann, Heidrun Quittkat, Wenke Fürst - Feldspieler: Marion Schulz, Sybille Wagner, Evelyn Hübscher, Denise Lehmann, Katrin Krüger , Ardina Tief, Marika Hoffmann, Silke Thiel, Ulrike Noßbach, Andrea Hellmich, Karen Heinrich, Kathrin Stauber, Bianca Urbanke - Trainer: Wolfgang Pötzsch und Dietmar Schmidt |